# Конотопский хлебокомбинат
Конотопский хлебокомбинат (укр. Конотопський хлібокомбінат) — предприятие в городе Конотоп Сумской области Украины.

## История

### 1933 - 1991
Предприятие было построено в соответствии с первым пятилетним планом развития народного хозяйства СССР и начало работу в 1933 году как крупный хлебозавод.
В ходе Великой Отечественной войны с сентября 1941 года до 6 сентября 1943 года Конотоп был оккупирован немецкими войсками. При отступлении гитлеровцы взорвали все промышленные предприятия (в том числе, хлебозавод), однако восстановление предприятия началось вскоре после освобождения города.
В 1944 году правительство СССР дополнительно выделило на восстановление города 1112 тыс. рублей, из которых 489 тыс. предназначалось на восстановление предприятий, в результате в 1944-1945 годы хлебозавод был восстановлен в числе первых предприятий.
В дальнейшем, хлебозавод был преобразован в хлебокомбинат. В 1967 году за трудовые достижения машинист хлебокомбината В. В. Немолот был награждён орденом Ленина.
В советское время комбинат входил в число ведущих предприятий города.

### После 1991
После провозглашения независимости Украины комбинат перешёл в ведение государственного комитета пищевой промышленности Украины.
В марте 1995 года Верховная Рада Украины включила комбинат в перечень предприятий и организаций Украины, которые не подлежат приватизации в связи с общегосударственным значением, однако уже в июле 1995 года Кабинет министров Украины утвердил решение о его приватизации.
После создания в августе 1996 года государственной акционерной компании "Хлеб Украины" комбинат стал дочерним предприятием ГАК "Хлеб Украины".
4 ноября 1997 года Кабинет министров Украины утвердил решение о ускорении приватизации хлебокомбината, в дальнейшем государственное предприятие было преобразовано в акционерное общество.
Собственником предприятия стала компания ООО «Юстина-Инвест», но в 2008 году контрольный пакет в размере 51% акций комбината был продан фонду "Каскад-Инвест" В. Ю. Хомутынника.
20 ноября 2012 года Сумское областное территориальное отделение Антимонопольного комитета Украины вынесло Конотопскому хлебокомбинату обязательные для рассмотрения рекомендации воздержаться от установления экономически необоснованных, завышенных оптово-отпускных цен на хлеб и хлебобулочные изделия.
В августе 2015 года Сумское областное территориальное отделение АМКУ оштрафовало ЗАО «Конотопский хлебокомбинат» за экономически необоснованные оптово-отпускные цены на хлеб простой рецептуры в результате завышения расходов на муку.
17 апреля 2018 года фонд "Каскад-Инвест" продал все акции комбината компании ООО "Биоконцепт".

## Современное состояние
Комбинат производит хлебобулочные и кондитерские изделия.